# Margaret Urlich
Pour les articles homonymes, voir Ulrich.
Margaret Mary Urlich (née le 24 janvier 1965 à Auckland, morte le 22 août 2022 dans les Hautes Terres du sud) est une chanteuse néo-zélandaise, ayant fait la majeure partie de sa carrière en Australie.

## Carrière
Urlich commence sa carrière en tant que chanteuse principale du groupe new wave Peking Man avec son frère Pat, Tim Calder, Perry Marshall, Jan Foulkes, Neville Hall, John Fearon et Jay F-bula. Peking Man remporte en 1984 le Shazam! Battle of The Bands (une émission pop de TVNZ) et a des chansons à succès en Nouvelle-Zélande comme Room That Echoes qui est numéro un en 1985. Urlich est ensuite membre d'un groupe pop exclusivement féminin en Nouvelle-Zélande, When the Cat's Away.
Urlich déménage en Australie en 1988. Elle enregistre son premier album studio solo, Safety in Numbers, aux Studios 301 de Sydney et le sort en Nouvelle-Zélande en 1989 et en Australie en mars 1990. L'album atteint la 4e place du classement néo-zélandais en décembre 1989 et la 5e du classement australien en décembre 1990, il est triple disque de platine en Australie. Urlich remporte un ARIA Award en 1991 dans la catégorie "Meilleur espoir - album".
En 1990, Urlich, alors peu connue en dehors de la Nouvelle-Zélande, fait des chœurs sur un morceau de l'Australien Daryl Braithwaite sur son album, Rise, sorti en novembre 1990. La chanson dans laquelle elle figure est était la ballade de Rickie Lee Jones The Horses. Le clip vidéo montre Braithwaite chantant sur une plage, avec un mannequin (montant à cheval), synchronisant la voix d'Urlich. Urlich choisit de ne pas apparaître dans le clip de Braithwaite, car elle venait de sortir Safety in Numbers et travaillait à s'établir en tant qu'artiste solo.
En mars 1991, Urlich, armée d'un budget d'enregistrement d'un demi-million de dollars australiens, retourne en studio pour commencer la pré-production de son deuxième album, Chameleon Dreams, avec l'auteur, compositeur et producteur anglais Robyn Smith, l'homme derrière ses débuts très réussis. Au milieu de l'année, Urlich et Smith entrent aux Studios 301 pour enregistrer deux chansons, ainsi qu'un troisième morceau écrit par Smith et Barry Blue. La même équipe est responsable de deux des morceaux de Safety in Numbers (Escaping et Guilty People) et leur dernière création, Boy in the Moon, s'avère essentielle au son du nouvel album.
Urlich part à Londres pour co-écrire avec des auteurs tels que Rob Fisher, avec qui elle a écrit la chanson titre de l'album, Chameleon Dreams. Elle se rend ensuite à Los Angeles, où elle rencontre l'auteur/producteur Ian Prince, avec qui elle écrit deux chansons pour l'album et produit quatre titres. Elle retourne à Londres, où elle co-écrit plusieurs chansons avec Simon Law et Tony Swain, avant de compléter le projet avec trois titres produits par Swain. Le succès de Chameleon Dreams vaut à Urlich le prix "Artiste néo-zélandais ayant le plus vendu dans l'année" aux World Music Awards 1992 à Monte Carlo. Elle assiste à la cérémonie de remise des prix et interprète Love Train.
En 1993, Urlich fait partie d'Export Music Australia (EMA) et de la deuxième promotion Wizards of Oz de l'Austrade. Elle fait une tournée au Japon avec Rick Price et le groupe Yothu Yindi. Urlich et Dale Barlow enregistrent une version de I've Got You Under My Skin pour l'album de Kate Ceberano en 1994, Kate Ceberano and Friends.
Elle passe une grande partie de l'année 1994 en Nouvelle-Zélande et apparaît dans le rôle de Marie-Madeleine dans un grand concert de l'opéra rock Jesus Christ Superstar. Urlich sort une version de I Don't Know How to Love Him qui atteint la 44e place des ventes néo-zélandaises.
Pour son troisième album studio, The Deepest Blue, Urlich revient avec Robyn Smith. Elle et Smith co-écrivent tous les morceaux de l'album sauf deux. The Deepest Blue sort en août 1995 mais se vend moins que ses deux albums précédents.
En 1998, son contrat avec Sony Music ayant expiré, elle s'installe dans les Hautes Terres du sud, en Australie, où elle installe un nouveau studio d'enregistrement avec son partenaire. Elle produit son quatrième album, Second Nature, un projet d'enregistrement produit par Eddie Rayner de Split Enz qui est enregistré par intermittence pendant un an et impliquant des musiciens d'Australie et de Nouvelle-Zélande. L'album comprend des reprises de certaines des chansons néo-zélandaises préférées d'Urlich avec lesquelles elle a grandi, des chansons d'artistes tels que Split Enz, Crowded House, Dave Dobbyn, Max Merritt, Shona Laing, Don McGlashan et Tim Finn. L'album sort en Nouvelle-Zélande en 1999 et atteint la 11e place des ventes, obtenant le statut de platine. Ce sera son dernier album studio.
Urlich fait une performance spéciale dans l'émission The Micallef P(r)ogram(me), interprétant un duo comique avec Shaun Micallef lors d'une reprise de You're So Vain. Les deux avaient déjà interprété un duo comique de la chanson de Frank et Nancy Sinatra Somethin' Stupid, avec Micallef dans son personnage de Milo Kerrigan, dans le programme de sketchs comiques Full Frontal.
Après deux ans et demi de lutte contre le cancer, Urlich meurt le 22 août 2022, à l'âge de 57 ans, entourée de sa famille dans sa maison des Hautes Terres du sud.

## Discographie
Albums
- Safety in Numbers (1989)
- Chameleon Dreams (1992)
- The Deepest Blue (1995)
- Second Nature (1999)